# قائمة أنواع نبات الشمعية
يوجد عدة أنواع من جنس الشمعية:

## أنواع مؤكدة
- شمعية أوروغواية
- شمعية جزرية
- شمعية سداسية
- شمعية عسماء
- شمعية كوتشابامبية
- شمعية منتشرة
- شمعية بيضاء الجذع
- شمعية أخضر مغبرة
- شمعية أمازونية
- شمعية ضخمة
- شمعية رمادية زرقاء
- شمعية سميكة الجذور
- (الاسم العلمي:Cereus apoloensis)
- (الاسم العلمي:Cereus ballivianii)
- (الاسم العلمي:Cereus braunii)
- (الاسم العلمي:Cereus childsii)
- (الاسم العلمي:Cereus estevesii)
- (الاسم العلمي:Cereus forbesii)
- (الاسم العلمي:Cereus fricii)
- (الاسم العلمي:Cereus haageanus)
- (الاسم العلمي:Cereus hankeanus)
- (الاسم العلمي:Cereus hertrichianus)
- (الاسم العلمي:Cereus hildmannianus)
- (الاسم العلمي:Cereus houlletii)
- (الاسم العلمي:Cereus kroeneinii)
- (الاسم العلمي:Cereus lauterbachii)
- (الاسم العلمي:Cereus mortensenii)
- (الاسم العلمي:Cereus stenogonus)
- (الاسم العلمي:Cereus trigonodendron)
- (الاسم العلمي:Cereus aethiops)
- (الاسم العلمي:Cereus comarapanus)
- (الاسم العلمي:Cereus fernambucensis)
- (الاسم العلمي:Cereus grandicostatus)
- (الاسم العلمي:Cereus horrispinus)
- (الاسم العلمي:Cereus huilunchu)
- (الاسم العلمي:Cereus jamacaru)
- (الاسم العلمي:Cereus lamprospermus)
- (الاسم العلمي:Cereus lanosus)
- (الاسم العلمي:Cereus macrostibas)
- (الاسم العلمي:Cereus mirabella)
- (الاسم العلمي:Cereus neotetragonus)
- (الاسم العلمي:Cereus phatnospermus)
- (الاسم العلمي:Cereus pierrebraunianus)
- (الاسم العلمي:Cereus saddianus)
- (الاسم العلمي:Cereus spegazzinii)
- (الاسم العلمي:Cereus tacuaralensis)
- (الاسم العلمي:Cereus vargasianus)
- (الاسم العلمي:Cereus yungasensis)
- (الاسم العلمي:Cereus colvillii)
- (الاسم العلمي:Cereus ackermannii)
- (الاسم العلمي:Cereus beckmannii)
- (الاسم العلمي:Cereus freiburgensis)
- (الاسم العلمي:Cereus funkii)
- (الاسم العلمي:Cereus hansii)
- (الاسم العلمي:Cereus ruferi)

## أنواع غير مؤكدة
- شمعية إسطوانية
- شمعية إكمانية
- شمعية خضراء
- شمعية أرجنتينية
- شمعية صفراء الأزهار
- شمعية أفقية
- شمعية باراغوانية
- شمعية بالميرية
- شمعية بالنسية
- شمعية بنفسجية
- شمعية بورتوريكية
- شمعية بوليفية
- شمعية بونارية
- شمعية ترولية
- شمعية ثلاثية الأضلاع
- شمعية ثنائية السعف
- شمعية حريرية
- شمعية حفيرية
- شمعية درنية
- شمعية روزلية
- شمعية زاوية
- شمعية شاذة
- شمعية شبه صوفية
- شمعية شتراوسية
- شمعية شفيفة
- شمعية شواكة
- شمعية شومبوركية
- شمعية شيلية
- شمعية شيهمية
- شمعية صاعدة
- شمعية صوفية الثمار
- شمعية ضيقة الأجنحة
- شمعية طحينية
- شمعية طويلة الأوراق
- شمعية عمودية
- شمعية عنكبوتية
- شمعية غالاباغوسية
- شمعية فربيونية
- شمعية قرمزية
- شمعية قرميدية
- شمعية قشدية اللون
- شمعية قصيرة الأزهار
- شمعية قصيرة الشويكة
- شمعية كاذبة
- شمعية كبيرة الرأس
- شمعية كبيرة الشوكة
- شمعية كبيرة
- شمعية كوبية الشكل
- شمعية كوبية
- شمعية لينية
- شمعية مخروطية
- شمعية مخصبة
- شمعية مخططة
- شمعية مفصلية
- شمعية مكسيكية
- شمعية ملتوية
- شمعية ملعقية
- شمعية منقارية
- شمعية مهمازية
- شمعية هامشية
- شمعية هايتية
- شمعية هجينة
- شمعية هرزوغية
- شمعية همبولدية
- (الاسم العلمي:Cereus albertinii)
- (الاسم العلمي:Cereus arendtii)
- (الاسم العلمي:Cereus cauchinii)
- (الاسم العلمي:Cereus cavendishii)
- (الاسم العلمي:Cereus colvillii)
- (الاسم العلمي:Cereus greggii)
- (الاسم العلمي:Cereus greggii)
- (الاسم العلمي:Cereus guelichii)
- (الاسم العلمي:Cereus hildmannii)
- (الاسم العلمي:Cereus hoffmannseggii)
- (الاسم العلمي:Cereus hoogendorpii)
- (الاسم العلمي:Cereus hoppenstedtii)
- (الاسم العلمي:Cereus houlletii)
- (الاسم العلمي:Cereus huottii)
- (الاسم العلمي:Cereus amblyogonus)
- (الاسم العلمي:Cereus anizogonus)
- (الاسم العلمي:Cereus anquiniformis)
- (الاسم العلمي:Cereus arrigens)
- (الاسم العلمي:Cereus aurora)
- (الاسم العلمي:Cereus babosus)
- (الاسم العلمي:Cereus baccifer)
- (الاسم العلمي:Cereus bavosus)
- (الاسم العلمي:Cereus cirrhifer)
- (الاسم العلمي:Cereus cirrhiferus)
- (الاسم العلمي:Cereus cochal)
- (الاسم العلمي:Cereus ericomus)
- (الاسم العلمي:Cereus erinaceus)
- (الاسم العلمي:Cereus eruca)
- (الاسم العلمي:Cereus gladiator)
- (الاسم العلمي:Cereus gladilger)
- (الاسم العلمي:Cereus gummatus)
- (الاسم العلمي:Cereus gumminosus)
- (الاسم العلمي:Cereus gummosus)
- (الاسم العلمي:Cereus haematuricus)
- (الاسم العلمي:Cereus hypogaeus)
- (الاسم العلمي:Cereus ictidurus)
- (الاسم العلمي:Cereus incrustans)
- (الاسم العلمي:Cereus incrustatus)
- (الاسم العلمي:Cereus acranthus)
- (الاسم العلمي:Cereus acutangulus)
- (الاسم العلمي:Cereus alacriportanus)
- (الاسم العلمي:Cereus alamosensis)
- (الاسم العلمي:Cereus albisetosus)
- (الاسم العلمي:Cereus alensis)
- (الاسم العلمي:Cereus andryanus)
- (الاسم العلمي:Cereus aquicaulensis)
- (الاسم العلمي:Cereus arequipensis)
- (الاسم العلمي:Cereus arrabidae)
- (الاسم العلمي:Cereus bahiensis)
- (الاسم العلمي:Cereus bajanensis)
- (الاسم العلمي:Cereus belieuli)
- (الاسم العلمي:Cereus beneckei)
- (الاسم العلمي:Cereus beysiegelii)
- (الاسم العلمي:Cereus bigelovii)
- (الاسم العلمي:Cereus biolleyi)
- (الاسم العلمي:Cereus blanckii)
- (الاسم العلمي:Cereus bonplandii)
- (الاسم العلمي:Cereus brookii)
- (الاسم العلمي:Cereus callicoche)
- (الاسم العلمي:Cereus caracore)
- (الاسم العلمي:Cereus cartwrightianus)
- (الاسم العلمي:Cereus catamarcensis)
- (الاسم العلمي:Cereus catingicola)
- (الاسم العلمي:Cereus celsianus)
- (الاسم العلمي:Cereus chacoanus)
- (الاسم العلمي:Cereus chalybaeus)
- (الاسم العلمي:Cereus chende)
- (الاسم العلمي:Cereus chichipe)
- (الاسم العلمي:Cereus chosicensis)
- (الاسم العلمي:Cereus clavarioides)
- (الاسم العلمي:Cereus columna-trajani)
- (الاسم العلمي:Cereus cometes)
- (الاسم العلمي:Cereus coracare)
- (الاسم العلمي:Cereus coryne)
- (الاسم العلمي:Cereus coryne)
- (الاسم العلمي:Cereus cossyrensis)
- (الاسم العلمي:Cereus crenoides)
- (الاسم العلمي:Cereus crimsonii)
- (الاسم العلمي:Cereus ctenoides)
- (الاسم العلمي:Cereus cumengei)
- (الاسم العلمي:Cereus cumengii)
- (الاسم العلمي:Cereus davisii)
- (الاسم العلمي:Cereus decandollei)
- (الاسم العلمي:Cereus decandollii)
- (الاسم العلمي:Cereus decorus)
- (الاسم العلمي:Cereus del-moralii)
- (الاسم العلمي:Cereus delaguna)
- (الاسم العلمي:Cereus demacaro)
- (الاسم العلمي:Cereus demazioi)
- (الاسم العلمي:Cereus devauxii)
- (الاسم العلمي:Cereus dichroacanthus)
- (الاسم العلمي:Cereus diguetii)
- (الاسم العلمي:Cereus donatii)
- (الاسم العلمي:Cereus duledevantii)
- (الاسم العلمي:Cereus dumesnilianus)
- (الاسم العلمي:Cereus dumesnilianus)
- (الاسم العلمي:Cereus dumortieri)
- (الاسم العلمي:Cereus dyckii)
- (الاسم العلمي:Cereus eburneus)
- (الاسم العلمي:Cereus eichlamii)
- (الاسم العلمي:Cereus emoryi)
- (الاسم العلمي:Cereus enriquezii)
- (الاسم العلمي:Cereus estrellensis)
- (الاسم العلمي:Cereus faustianus)
- (الاسم العلمي:Cereus ferchecki)
- (الاسم العلمي:Cereus flemingii)
- (الاسم العلمي:Cereus foersteri)
- (الاسم العلمي:Cereus formosissimus)
- (الاسم العلمي:Cereus funkii)
- (الاسم العلمي:Cereus garambello)
- (الاسم العلمي:Cereus gaumeri)
- (الاسم العلمي:Cereus geminatus)
- (الاسم العلمي:Cereus geminisetus)
- (الاسم العلمي:Cereus gemmatus)
- (الاسم العلمي:Cereus geometrizans)
- (الاسم العلمي:Cereus gilliesii)
- (الاسم العلمي:Cereus gonzalezii)
- (الاسم العلمي:Cereus guasabara)
- (الاسم العلمي:Cereus hansii)
- (الاسم العلمي:Cereus hassleri)
- (الاسم العلمي:Cereus haworthii)
- (الاسم العلمي:Cereus haynei)
- (الاسم العلمي:Cereus hempelianus)
- (الاسم العلمي:Cereus hendriksenianus)
- (الاسم العلمي:Cereus hermannianus)
- (الاسم العلمي:Cereus hermentianus)
- (الاسم العلمي:Cereus heteromorphus)
- (الاسم العلمي:Cereus hollianus)
- (الاسم العلمي:Cereus huntingtonianus)
- (الاسم العلمي:Cereus jacquinii)
- (الاسم العلمي:Cereus janthothele)
- (الاسم العلمي:Cereus joconostle)
- (الاسم العلمي:Cereus johnstonii)
- (الاسم العلمي:Cereus josselinaeus)
- (الاسم العلمي:Cereus jugatiflorus)
- (الاسم العلمي:Cereus jusbertii)
- (الاسم العلمي:Cereus kageneckii)
- (الاسم العلمي:Cereus kalbreyerianus)
- (الاسم العلمي:Cereus karwinskii)
- (الاسم العلمي:Cereus kerberi)
- (الاسم العلمي:Cereus kewensis)
- (الاسم العلمي:Cereus keyensis)
- (الاسم العلمي:Cereus kreggii)
- (الاسم العلمي:Cereus labouretianus)
- (الاسم العلمي:Cereus laetus)
- (الاسم العلمي:Cereus lanceanus)
- (الاسم العلمي:Cereus langlassei)
- (الاسم العلمي:Cereus lecchii)
- (الاسم العلمي:Cereus lehmannii)
- (الاسم العلمي:Cereus lemoinei)
- (الاسم العلمي:Cereus leucostele)
- (الاسم العلمي:Cereus lindbergianus)
- (الاسم العلمي:Cereus lindmanii)
- (الاسم العلمي:Cereus linkii)
- (الاسم العلمي:Cereus longicaudatus)
- (الاسم العلمي:Cereus longipendunculatus)
- (الاسم العلمي:Cereus lormata)
- (الاسم العلمي:Cereus luetzelburgii)
- (الاسم العلمي:Cereus macrostibas)
- (الاسم العلمي:Cereus maelenii)
- (الاسم العلمي:Cereus mallentianus)
- (الاسم العلمي:Cereus malletianus)
- (الاسم العلمي:Cereus martini)
- (الاسم العلمي:Cereus martini)
- (الاسم العلمي:Cereus matucanensis)
- (الاسم العلمي:Cereus maxonii)
- (الاسم العلمي:Cereus maynardii)
- (الاسم العلمي:Cereus melanostele)
- (الاسم العلمي:Cereus micracanthus)
- (الاسم العلمي:Cereus miravallensis)
- (الاسم العلمي:Cereus mirbelii)
- (الاسم العلمي:Cereus mixtecensis)
- (الاسم العلمي:Cereus monacanthus)
- (الاسم العلمي:Cereus monacanthus)
- (الاسم العلمي:Cereus monvilleanus)
- (الاسم العلمي:Cereus multicostatus)
- (الاسم العلمي:Cereus murillii)
- (الاسم العلمي:Cereus myriacaulon)
- (الاسم العلمي:Cereus nashii)
- (الاسم العلمي:Cereus nickelsii)
- (الاسم العلمي:Cereus nigrispinus)
- (الاسم العلمي:Cereus northumberlandianus)
- (الاسم العلمي:Cereus ocamponis)
- (الاسم العلمي:Cereus ochracanthus)
- (الاسم العلمي:Cereus olfersii)
- (الاسم العلمي:Cereus oligolepis)
- (الاسم العلمي:Cereus olivaceus)
- (الاسم العلمي:Cereus paraensis)
- (الاسم العلمي:Cereus parvisetus)
- (الاسم العلمي:Cereus peanii)
- (الاسم العلمي:Cereus pensilis)
- (الاسم العلمي:Cereus pentaedrophorus)
- (الاسم العلمي:Cereus pentalophorus)
- (الاسم العلمي:Cereus pentapterus)
- (الاسم العلمي:Cereus pernambucensis)
- (الاسم العلمي:Cereus perotetti)
- (الاسم العلمي:Cereus perrottetianus)
- (الاسم العلمي:Cereus perviridis)
- (الاسم العلمي:Cereus pfeifferi)
- (الاسم العلمي:Cereus pfersdorffii)
- (الاسم العلمي:Cereus philippii)
- (الاسم العلمي:Cereus phoeniceus)
- (الاسم العلمي:Cereus piauhyensis)
- (الاسم العلمي:Cereus platinospinus)
- (الاسم العلمي:Cereus platygonus)
- (الاسم العلمي:Cereus pleiogonus)
- (الاسم العلمي:Cereus polyachaetus)
- (الاسم العلمي:Cereus polylophus)
- (الاسم العلمي:Cereus polyptychus)
- (الاسم العلمي:Cereus pomanensis)
- (الاسم العلمي:Cereus pottsii)
- (الاسم العلمي:Cereus proteiformis)
- (الاسم العلمي:Cereus pruinatus)
- (الاسم العلمي:Cereus pseudomelanostele)
- (الاسم العلمي:Cereus pseudosonorensis)
- (الاسم العلمي:Cereus pterandra)
- (الاسم العلمي:Cereus pterogonus)
- (الاسم العلمي:Cereus pugionifer)
- (الاسم العلمي:Cereus purpureopilosus)
- (الاسم العلمي:Cereus purpusii)
- (الاسم العلمي:Cereus quadrangulispinus)
- (الاسم العلمي:Cereus quisco)
- (الاسم العلمي:Cereus rhodocephalus)
- (الاسم العلمي:Cereus rhombeus)
- (الاسم العلمي:Cereus rigidispinus)
- (الاسم العلمي:Cereus rigidispinus)
- (الاسم العلمي:Cereus robinii)
- (الاسم العلمي:Cereus rogalli)
- (الاسم العلمي:Cereus rosei)
- (الاسم العلمي:Cereus ruferi)
- (الاسم العلمي:Cereus ruficeps)
- (الاسم العلمي:Cereus salpingensis)
- (الاسم العلمي:Cereus sartorianus)
- (الاسم العلمي:Cereus scheerii)
- (الاسم العلمي:Cereus schenckii)
- (الاسم العلمي:Cereus schmidtii)
- (الاسم العلمي:Cereus schoenemannii)
- (الاسم العلمي:Cereus schrankii)
- (الاسم العلمي:Cereus sclerocarpus)
- (الاسم العلمي:Cereus serruliflorus)
- (الاسم العلمي:Cereus setiger)
- (الاسم العلمي:Cereus siedelii)
- (الاسم العلمي:Cereus similis)
- (الاسم العلمي:Cereus simonii)
- (الاسم العلمي:Cereus sirul)
- (الاسم العلمي:Cereus sonorensis)
- (الاسم العلمي:Cereus speggazzini)
- (الاسم العلمي:Cereus spinosissimus)
- (الاسم العلمي:Cereus steckmannii)
- (الاسم العلمي:Cereus stolonifer)
- (الاسم العلمي:Cereus subintortus)
- (الاسم العلمي:Cereus subrepandus)
- (الاسم العلمي:Cereus subsquamatus)
- (الاسم العلمي:Cereus subuliferus)
- (الاسم العلمي:Cereus surinamensis)
- (الاسم العلمي:Cereus syringacanthus)
- (الاسم العلمي:Cereus tacuaremboensis)
- (الاسم العلمي:Cereus tapacalaensis)
- (الاسم العلمي:Cereus taylorii)
- (الاسم العلمي:Cereus tehuacanensis)
- (الاسم العلمي:Cereus tehuacanus)
- (الاسم العلمي:Cereus tellii)
- (الاسم العلمي:Cereus tetracanthus)
- (الاسم العلمي:Cereus thouarsii)
- (الاسم العلمي:Cereus thurberi)
- (الاسم العلمي:Cereus tilophorus)
- (الاسم العلمي:Cereus tinei)
- (الاسم العلمي:Cereus tonduzii)
- (الاسم العلمي:Cereus tonelianus)
- (الاسم العلمي:Cereus torrellianus)
- (الاسم العلمي:Cereus torulosus)
- (الاسم العلمي:Cereus treleasei)
- (الاسم العلمي:Cereus trichocentrus)
- (الاسم العلمي:Cereus tripteris)
- (الاسم العلمي:Cereus tunilla)
- (الاسم العلمي:Cereus tweedyanus)
- (الاسم العلمي:Cereus undiflorus)
- (الاسم العلمي:Cereus uranus)
- (الاسم العلمي:Cereus ureacanthus)
- (الاسم العلمي:Cereus uspenski)
- (الاسم العلمي:Cereus validissimus)
- (الاسم العلمي:Cereus verschaffeltii)
- (الاسم العلمي:Cereus victoriensis)
- (الاسم العلمي:Cereus vulcan)
- (الاسم العلمي:Cereus vulnerator)
- (الاسم العلمي:Cereus warmingii)
- (الاسم العلمي:Cereus weberbaueri)
- (الاسم العلمي:Cereus weingartianus)
- (الاسم العلمي:Cereus wercklei)
- (الاسم العلمي:Cereus xanthochaetus)
- (الاسم العلمي:Cereus ziczkaanus)